# Bollywood Movie Award/Humanitarian Award
Der Bollywood Movie Award Humanitarian Award ist eine Kategorie des jährlichen Bollywood Movie Awards für indische Filme in Hindi.

## Liste der Preisträger
| Jahr | Gewinner        |
| ---- | --------------- |
| 1999 | Michael Jackson |
| 2000 | kein Preis      |
| 2001 | Steven Seagal   |
| 2002 | kein Preis      |
| 2003 | kein Preis      |
| 2004 | kein Preis      |
| 2005 | kein Preis      |
| 2006 | kein Preis      |
| 2007 | kein Preis      |